# Richard Oswald
Richard Oswald (n. 5 noiembrie 1880, Viena, Austro-Ungaria – d. 11 septembrie 1963, Düsseldorf, Germania) a fost un regizor de film, producător și scenarist austriac. 

## Cariera timpurie
Richard Oswald, născut la Viena ca Richard W. Ornstein, și-a început cariera de actor pe scena vieneză. Și-a făcut debutul regizoral la 34 de ani cu Das eiserne Kreuz (1914) și a lucrat de mai multe ori pentru producătorul de film Jules Greenbaum. În 1916, Oswald și-a înființat propria companie de producție în Germania, scriind și regizând singur majoritatea filmelor sale. Eforturile sale de dinainte de 1920 includ adaptări literare precum The Picture of Dorian Gray (1917), Peer Gynt (1919),  Different from the Other (1919) și Around the World in Eighty Days (1919). Oswald a regizat aproape 100 de filme. Unii critici au sugerat că Oswald a fost mai mult prolific decât talentat, dar astfel de filme precum filmul său de groază Unheimliche Geschichten (1932), produs de Gabriel Pascal, par să respingă această afirmație, întrucât unii îl consideră un film clasic uitat.  A realizat un număr semnificativ de filme de operetă în timpul carierei sale. 

## Exil
Fiind evreu, Oswald a fost nevoit să fugă din Germania nazistă, mai întâi în Franța ocupată și ulterior a emigrat în Statele Unite. Ultima sa producție a fost The Lovable Cheat (1949), o adaptare a unei povestiri a lui Balzac, care a avut o distribuție impresionantă, inclusiv Charles Ruggles, Alan Mowbray și Buster Keaton. Ulterior, Oswald s-a întors în Germania după sfârșitul celui de- al Doilea Război Mondial și a murit la Düsseldorf, Germania de Vest în 1963. 

## Filmografie parțială
- The Iron Cross (1914)
- Ivan Koschula (1914)
- The Silent Mill (1914)
- Laugh Bajazzo (1915)
- The Vice (1915)
- Tales of Hoffman (1916)
- A Night of Horror (1916)
- The Uncanny House (1916)
- The Lord of Hohenstein (1917)
- Let There Be Light (1917)
- The Picture of Dorian Gray (1917)
- The Sea Battle (1917)
- The Story of Dida Ibsen (1918)
- Diary of a Lost Woman (1918)
- Peer Gynt (1919)
- Die Arche (1919)
- Prostitution (1919)
- Different from the Others (1919)
- Unheimliche Geschichten
- Around the World in Eighty Days (1919)
- Memoriile lui Manolescu (1920)
- Figures of the Night (1920)
- Kurfürstendamm (1920)
- Lady Hamilton (1921)
- The Love Affairs of Hector Dalmore (1921)
- The House in Dragon Street (1921)
- The Golden Plague (1921)
- Lucrezia Borgia (1922)
- The Lady and Her Hairdresser (1922)
- The Lodging House for Gentleman (1922)
- Earth Spirit (1923)
- Carlos and Elisabeth (1924)
- Rags and Silk (1925)
- Upstairs and Downstairs (1925)
- The Wife of Forty Years (1925)
- Semi-Silk (1925)
- We Belong to the Imperial-Royal Infantry Regiment (1926)
- The White Horse Inn (1926)
- When I Came Back (1926)
- Radio Magic (1927)
- Assassination (1927)
- Lützow's Wild Hunt (1927)
- A Crazy Night (1927)
- The Transformation of Dr. Bessel (1927)
- The Green Alley (1928)
- Spring Awakening (1929)
- Marriage in Trouble (1929)
- The Mistress and her Servant (1929)
- Cagliostro (1929)
- The Hound of the Baskervilles (1929)
- Dreyfus (1930)
- Alraune (1930)
- The Tender Relatives (1930)
- Poor as a Church Mouse (1931)
- Schubert's Dream of Spring (1931)
- 1914 (1931)
- Victoria and Her Hussar (1931)
- The Captain from Köpenick (1931)
- Countess Mariza (1932)
- Unheimliche Geschichten (1932)
- Die Blume von Hawaii (1933)
- Un cântec străbate lumea (Ein Lied geht um die Welt, 1933)
- Adventures on the Lido (1933)
- Când ești tânăr, lumea este a ta (Wenn du jung bist, gehört dir die Welt, 1934)
- Bleeke Bet (1934)
- Storm Over Asia (1938)
- Isle of Missing Men (1942)
- The Captain from Köpenick (1945), aka I Was a Criminal
- The Lovable Cheat (1949)